# Delias ganymedes
Delias ganymedes är en fjärilsart som beskrevs av Okumoto 1981. Delias ganymedes ingår i släktet Delias och familjen vitfjärilar. Inga underarter finns listade i Catalogue of Life.